# KBS京都アニメ通信
『KBS京都アニメ通信』（ケービーエスきょうと アニメつうしん）は、KBS京都でクールごとに放送されていたアニメ系の情報番組、番宣番組。
正式には、番組名の末尾に西暦年と季節を付して『KBS京都アニメ通信 2012夏』のように表記される。略称は「KBSアニ通」。

## 概要
改編期を経て、KBS京都で新たに放送を開始するテレビアニメ番組の情報を提供するナビゲート番組。全クール放送されているわけではなく、2019年現在では冬期（1月 - 3月）に放送されたことはない。また、再放送や新番組でも紹介されない番組もある。2019年春期（4月 - 6月）は、放送番組が少ないためか、年3回放送（春期・夏期・秋期）が定着した、2014年以降始めて放送されなかった。（2013年においても、夏期はなかったものの、春期は放送されていた。）2019年以降は放送されていない。
関西圏ではサンテレビの『アニメ・ナビu』に次ぐ2つ目のアニメ系情報番組で、番組では主に司会者（アニ通ナビゲーター）とガイド（ナレーター）の掛け合いによって進行していた（2013年秋まで）。2014年春からは司会者（アニ通ナビゲーター）が内容にそった寸劇を一人数役で演じる。
『アニメ・ナビu』と同様に、紹介された番組に関するプレゼント企画も2013年秋まで行われていた。応募は、データ放送から「ミルポ」というポイントシステムを通じて行われていたが、2014年のミルポ廃止と共に廃止された。

## 放送日時
| 放送回 | 放送日時                                   | 作品数 | 出演者                                            |
| ------ | ------------------------------------------ | ------ | ------------------------------------------------- |
| 2012夏 | 2012年6月24日 日曜 23:30 - 月曜 0:00       | 7本    | 田代沙織（アニ通ナビゲーター） 坂本美里（ガイド） |
| 2012夏 | 2012年6月30日 土曜 1:45 - 2:15（金曜深夜） | 7本    | 田代沙織（アニ通ナビゲーター） 坂本美里（ガイド） |
| 2012秋 | 2012年9月30日 日曜 0:30 - 1:00（土曜深夜） | 6本    | 田代沙織（アニ通ナビゲーター） 坂本美里（ガイド） |
| 2013春 | 2013年4月3日 水曜 0:00 - 0:30（火曜深夜）  | 7本    | 田代沙織（アニ通ナビゲーター） 坂本美里（ガイド） |
| 2013秋 | 2013年10月2日 水曜 1:00 - 1:30（火曜深夜） | 6本    | 田代沙織（アニ通ナビゲーター） 坂本美里（ガイド） |
| 2014春 | 2014年4月4日 金曜 1:30 - 2:00（木曜深夜）  | 9本    | 田代沙織（アニ通ナビゲーター）                    |
| 2014夏 | 2014年7月1日 火曜 1:00 - 1:30（月曜深夜）  | 10本   | 田代沙織（アニ通ナビゲーター）                    |
| 2014夏 | 2014年7月3日 木曜 1:00 - 1:30（水曜深夜）  | 10本   | 田代沙織（アニ通ナビゲーター）                    |
| 2014秋 | 2014年10月1日 水曜 1:00 - 1:30（火曜深夜） | 6本    | 田代沙織（アニ通ナビゲーター）                    |
| 2014秋 | 2014年10月5日 日曜 0:00 - 0:30（土曜深夜） | 6本    | 田代沙織（アニ通ナビゲーター）                    |
| 2015春 | 2015年4月2日 木曜 1:05 - 1:35（水曜深夜）  | 10本   | 田代沙織（アニ通ナビゲーター）                    |
| 2015春 | 2015年4月6日 月曜 0:45 - 1:15（日曜深夜）  | 10本   | 田代沙織（アニ通ナビゲーター）                    |
| 2015夏 | 2015年6月27日 土曜 1:00 - 1:30（金曜深夜） | 11本   | 田代沙織（アニ通ナビゲーター）                    |
| 2015夏 | 2015年6月29日 月曜 0:45 - 1:15（日曜深夜） | 11本   | 田代沙織（アニ通ナビゲーター）                    |
| 2015夏 | 2015年6月30日 火曜 1:00 - 1:30（月曜深夜） | 11本   | 田代沙織（アニ通ナビゲーター）                    |
| 2015秋 | 2015年9月30日 水曜 0:45 - 1:15（火曜深夜） | 13本   | 田代沙織（アニ通ナビゲーター）                    |
| 2015秋 | 2015年10月2日 金曜 1:00 - 1:30（木曜深夜） | 13本   | 田代沙織（アニ通ナビゲーター）                    |
| 2016春 | 2016年3月30日 水曜 0:30 - 1:00（火曜深夜） | 9本    | 田代沙織（アニ通ナビゲーター）                    |
| 2016春 | 2016年4月1日 金曜 1:00 - 1:30（木曜深夜）  | 9本    | 田代沙織（アニ通ナビゲーター）                    |
| 2016春 | 2016年4月2日 土曜 1:50 - 1:20（金曜深夜）  | 9本    | 田代沙織（アニ通ナビゲーター）                    |
| 2016夏 | 2016年7月2日 土曜 1:35 - 2:05（金曜深夜）  | 12本   | 田代沙織（アニ通ナビゲーター）                    |
| 2016夏 | 2016年7月3日 日曜 1:30 - 2:00（土曜深夜）  | 12本   | 田代沙織（アニ通ナビゲーター）                    |
| 2016夏 | 2016年7月5日 火曜 1:30 - 2:00（月曜深夜）  | 12本   | 田代沙織（アニ通ナビゲーター）                    |
| 2016秋 | 2016年9月30日 金曜 1:30 - 2:00（木曜深夜） | 11本   | 田代沙織（アニ通ナビゲーター）                    |
| 2016秋 | 2016年10月1日 土曜 1:35 - 2:05（金曜深夜） | 11本   | 田代沙織（アニ通ナビゲーター）                    |
| 2016秋 | 2016年10月1日 土曜 23:30 - 日曜 0:00       | 11本   | 田代沙織（アニ通ナビゲーター）                    |
| 2017春 | 2017年4月1日 土曜 0:00 - 0:30（金曜深夜）  | 11本   | 田代沙織（アニ通ナビゲーター）                    |
| 2017春 | 2017年4月2日 日曜 1:30 - 2:00（土曜深夜）  | 11本   | 田代沙織（アニ通ナビゲーター）                    |
| 2017夏 | 2017年7月1日 土曜 2:00 - 2:30（金曜深夜）  | 12本   | 田代沙織（アニ通ナビゲーター）                    |
| 2017夏 | 2017年7月2日 日曜 1:30 - 2:00（土曜深夜）  | 12本   | 田代沙織（アニ通ナビゲーター）                    |
| 2017秋 | 2017年9月29日 金曜 1:30 - 2:00（木曜深夜） | 12本   | 田代沙織（アニ通ナビゲーター）                    |
| 2017秋 | 2017年10月3日 火曜 0:30 - 1:00（月曜深夜） | 12本   | 田代沙織（アニ通ナビゲーター）                    |
| 2018春 | 2018年3月29日 木曜 1:05 - 1:35（水曜深夜） | 17本   | 田代沙織（アニ通ナビゲーター）                    |
| 2018春 | 2018年3月30日 金曜 1:00 - 1:30（木曜深夜） | 17本   | 田代沙織（アニ通ナビゲーター）                    |
| 2018春 | 2018年4月1日 日曜 23:30 - 日曜 0:00        | 17本   | 田代沙織（アニ通ナビゲーター）                    |
| 2018春 | 2018年4月5日 木曜 1:35 - 2:05（水曜深夜）  | 17本   | 田代沙織（アニ通ナビゲーター）                    |

回によっては上記のようにリピート放送がされており、新聞のラテ欄で再放送扱いになる場合もあるが、実際にはアバンや番宣が一部差し替えられるなど、完全に同一の内容ではないことが多い。

## 紹介された作品
第1回（2012夏）では、春（4月）から放送されている作品もあわせて取り上げられた。
| 放送回 | 作品名                                                                    | 放送日時                     | SUN | 備考                                                            |
| ------ | ------------------------------------------------------------------------- | ---------------------------- | --- | --------------------------------------------------------------- |
| 2012夏 | TARI TARI                                                                 | 月曜 0:00 - 0:30（日曜深夜） | ○   |                                                                 |
| 2012夏 | 氷菓                                                                      | 火曜 1:00 - 1:30（月曜深夜） | ○   | 2012年4月から放送                                               |
| 2012夏 | DOG DAYS'                                                                 | 水曜 1:00 - 1:30（火曜深夜） | ○   | 第1期はMBSで放送                                                |
| 2012夏 | ちとせげっちゅ!!                                                          | 水曜 1:30 - 1:35（火曜深夜） |     | プレゼント - ポスター                                           |
| 2012夏 | 恋と選挙とチョコレート                                                    | 土曜 1:00 - 1:30（金曜深夜） | ○   | TBS製作・BS-TBS製作協力                                         |
| 2012夏 | AKB0048                                                                   | 土曜 23:30 - 日曜 0:00       | ○   | 2012年4月から放送 プレゼント - クリフォルダ&ストラップ、Tシャツ |
| 2012夏 | ベルセルク 黄金時代篇II ドルドイ攻略                                      | [ 注 14 ]                    |     | プレゼント - プレスシート                                       |
| 2012秋 | BTOOOM!                                                                   | 月曜 0:00 - 0:30（日曜深夜） | ○   |                                                                 |
| 2012秋 | 好きっていいなよ。                                                        | 火曜 1:00 - 1:30（月曜深夜） | ○   |                                                                 |
| 2012秋 | ヨルムンガンド PERFECT ORDER                                              | 水曜 1:00 - 1:30（火曜深夜） | ○   |                                                                 |
| 2012秋 | ちとせげっちゅ!!                                                          | 水曜 1:30 - 1:35（火曜深夜） |     | 2012年7月から放送                                               |
| 2012秋 | 中二病でも恋がしたい！                                                    | 木曜 1:00 - 1:30（水曜深夜） | ○   | TBS製作                                                         |
| 2012秋 | 花の詩女 ゴティックメード                                                 |                              |     |                                                                 |
| 2013春 | 惡の華                                                                    | 火曜 1:00 - 1:30（月曜深夜） | ○   |                                                                 |
| 2013春 | ゆゆ式                                                                    | 水曜 1:00 - 1:30（火曜深夜） | ○   |                                                                 |
| 2013春 | スパロウズホテル                                                          | 水曜 1:30 - 1:35（火曜深夜） | ○   |                                                                 |
| 2013春 | あいまいみーSP                                                            | 水曜 1:30 - 1:35（火曜深夜） |     | 2013年1月から放送                                               |
| 2013春 | 断裁分離のクライムエッジ                                                  | 木曜 1:00 - 1:30（水曜深夜） | ○   |                                                                 |
| 2013春 | 銀河機攻隊 マジェスティックプリンス                                       | 木曜 22:30 - 23:00           | ○   |                                                                 |
| 2013春 | はたらく魔王さま！                                                        | 金曜 1:00 - 1:30（木曜深夜） | ○   |                                                                 |
| 2013秋 | 夜桜四重奏 〜ハナノウタ〜                                                 | 火曜 1:00 - 1:30（月曜深夜） | ○   | 第1作はMBSで放送                                                |
| 2013秋 | メガネブ!                                                                 | 火曜 1:30 - 2:00（月曜深夜） | ○   | プレゼント - ポスター                                           |
| 2013秋 | 東京レイヴンズ                                                            | 水曜 1:00 - 1:30（火曜深夜） | ○   |                                                                 |
| 2013秋 | ワルキューレ ロマンツェ                                                   | 木曜 1:00 - 1:30（水曜深夜） | ○   |                                                                 |
| 2013秋 | 凪のあすから                                                              | 金曜 1:00 - 1:30（木曜深夜） | ○   |                                                                 |
| 2013秋 | IS 〈インフィニット・ストラトス〉 2                                       | 土曜 1:00 - 1:30（金曜深夜） | ○   | TBS製作 プレゼント - タペストリー                               |
| 2014春 | 僕らはみんな河合荘                                                        | 火曜 1:00 - 1:30（月曜深夜） | ○   | TBS製作                                                         |
| 2014春 | ヤマノススメ                                                              | 火曜 1:30 - 1:35（月曜深夜） | ○   | TOKYO MXとSUNでは2013年1月から3月に放送                         |
| 2014春 | M3〜ソノ黒キ鋼〜                                                          | 火曜 1:35 - 2:05（月曜深夜） | ○   |                                                                 |
| 2014春 | ブラック・ブレット                                                        | 水曜 1:00 - 1:30（火曜深夜） | ○   |                                                                 |
| 2014春 | ノーゲーム・ノーライフ                                                    | 木曜 1:00 - 1:30（水曜深夜） | ○   |                                                                 |
| 2014春 | ご注文はうさぎですか?                                                     | 金曜 1:00 - 1:30（木曜深夜） | ○   |                                                                 |
| 2014春 | エスカ&ロジーのアトリエ 〜黄昏の空の錬金術士〜                            | 金曜 1:30 - 2:00（木曜深夜） | ○   |                                                                 |
| 2014春 | 犬神さんと猫山さん                                                        | 金曜 2:00 - 2:05（木曜深夜） | ○   |                                                                 |
| 2014春 | 風雲維新ダイ☆ショーグン                                                   | 土曜 1:00 - 1:30（金曜深夜） | ○   |                                                                 |
| 2014夏 | 少年ハリウッド ‐HOLLY STAGE FOR 49‐                                       | 月曜 0:00 - 0:30（日曜深夜） | ○   |                                                                 |
| 2014夏 | さばげぶっ!                                                               | 火曜 1:00 - 1:30（月曜深夜） | ○   |                                                                 |
| 2014夏 | てーきゅう ベストセレクション                                             | 火曜 1:30 - 1:35（月曜深夜） |     |                                                                 |
| 2014夏 | M3〜ソノ黒キ鋼〜                                                          | 火曜 1:35 - 2:05（月曜深夜） | ○   | 2014年4月から放送                                               |
| 2014夏 | モモキュンソード                                                          | 水曜 1:00 - 1:30（火曜深夜） | ○   |                                                                 |
| 2014夏 | ヤマノススメ セカンドシーズン                                             | 水曜 22:00 - 22:15           | ○   | SUNでは2015年10月から2016年3月に放送                            |
| 2014夏 | まじもじるるも                                                            | 木曜 1:00 - 1:30（水曜深夜） | ○   |                                                                 |
| 2014夏 | グラスリップ                                                              | 金曜 1:00 - 1:30（木曜深夜） | ○   |                                                                 |
| 2014夏 | 真 ストレンジプラス                                                       | 金曜 1:30 - 1:35（木曜深夜） | ○   |                                                                 |
| 2014夏 | あいまいみー ～妄想カタストロフ～                                         | 土曜 2:00 - 2:05（金曜深夜） | ○   |                                                                 |
| 2014秋 | 天体のメソッド                                                            | 日曜 23:00 - 23:30           | ○   |                                                                 |
| 2014秋 | 失われた未来を求めて                                                      | 日曜 23:30 - 月曜 0:00       | ○   |                                                                 |
| 2014秋 | グリザイアの果実                                                          | 月曜 0:45 - 1:15（日曜深夜） | ○   |                                                                 |
| 2014秋 | 神撃のバハムート GENESIS                                                  | 火曜 1:00 - 1:30（月曜深夜） | ○   | 第2期はMBSで放送。                                              |
| 2014秋 | ヤマノススメ セカンドシーズン                                             | 水曜 22:00 - 22:15           | ○   | 2014年7月から放送                                               |
| 2014秋 | 旦那が何を言っているかわからない件                                        | 金曜 1:30 - 1:35（木曜深夜） | ○   |                                                                 |
| 2015春 | 攻殻機動隊ARISE ALTERNATIVE ARCHITECTURE                                  | 日曜 23:00 - 23:30           | ○   |                                                                 |
| 2015春 | グリザイアの楽園                                                          | 月曜 0:45 - 1:15（日曜深夜） | ○   |                                                                 |
| 2015春 | 浦和の調ちゃん                                                            | 月曜 19:55 - 20:00           |     |                                                                 |
| 2015春 | ハロー!!きんいろモザイク                                                  | 火曜 1:00 - 1:30（月曜深夜） | ○   |                                                                 |
| 2015春 | 響け!ユーフォニアム                                                       | 水曜 0:30 - 1:00（火曜深夜） | ○   |                                                                 |
| 2015春 | ミカグラ学園組曲                                                          | 木曜 1:00 - 1:30（水曜深夜） | ○   |                                                                 |
| 2015春 | アオハライド                                                              | 金曜 1:00 - 1:30（木曜深夜） | ○   | 2014年にMBSで放送されているため（実質）再放送                   |
| 2015春 | 旦那が何を言っているかわからない件 2スレ目                                | 金曜 1:30 - 1:35（木曜深夜） | ○   |                                                                 |
| 2015春 | THE IDOLM@STER 第1期                                                      | 土曜 0:00 - 0:30（金曜深夜） | ○   | 2011年にMBSで放送されているため（実質）再放送                   |
| 2015春 | ダンジョンに出会いを求めるのは間違っているだろうか                        | 日曜 0:30 - 1:00（土曜深夜） | ○   |                                                                 |
| 2015夏 | 下ネタという概念が存在しない退屈な世界                                    | 月曜 0:45 - 1:15（日曜深夜） | ○   |                                                                 |
| 2015夏 | ゴッドイーター                                                            | 火曜 1:00 - 1:30（月曜深夜） | ○   |                                                                 |
| 2015夏 | うしおととら                                                              | 火曜 1:30 - 2:00（月曜深夜） | ○   |                                                                 |
| 2015夏 | モンスター娘のいる日常                                                    | 水曜 0:30 - 1:00（火曜深夜） | ○   |                                                                 |
| 2015夏 | オーバーロード                                                            | 木曜 1:00 - 1:30（水曜深夜） | ○   |                                                                 |
| 2015夏 | アクエリオンロゴス                                                        | 金曜 0:00 - 0:30（木曜深夜） | ○   |                                                                 |
| 2015夏 | ケイオスドラゴン 赤竜戦役                                                 | 金曜 1:00 - 1:30（木曜深夜） | ○   |                                                                 |
| 2015夏 | だんちがい                                                                | 金曜 1:30 - 1:35（木曜深夜） | ○   |                                                                 |
| 2015夏 | おくさまが生徒会長!                                                       | 金曜 1:35 - 1:45（木曜深夜） | ○   |                                                                 |
| 2015夏 | アイドルマスター シンデレラガールズ 2ndシーズン                           | 土曜 0:00 - 0:30（金曜深夜） | ○   |                                                                 |
| 2015夏 | 監獄学園                                                                  | 日曜 0:30 - 1:00（土曜深夜） | ○   |                                                                 |
| 2015秋 | コメット・ルシファー                                                      | 日曜 23:00 - 23:30           | ○   |                                                                 |
| 2015秋 | コンクリート・レボルティオ〜超人幻想〜                                    | 日曜 23:30 - 月曜 0:00       | ○   |                                                                 |
| 2015秋 | VALKYRIE DRIVE -MERMAID-                                                  | 火曜 1:00 - 1:30（月曜深夜） | ○   |                                                                 |
| 2015秋 | うしおととら                                                              | 火曜 1:30 - 2:00（月曜深夜） | ○   | 2015年7月から放送                                               |
| 2015秋 | ワンパンマン                                                              | 水曜 0:00 - 0:30（火曜深夜） |     | テレビ東京系深夜アニメ                                          |
| 2015秋 | 緋弾のアリアAA                                                            | 水曜 0:30 - 1:00（火曜深夜） | ○   |                                                                 |
| 2015秋 | 櫻子さんの足下には死体が埋まっている                                      | 木曜 1:00 - 1:30（水曜深夜） | ○   |                                                                 |
| 2015秋 | アクエリオンロゴス                                                        | 金曜 0:00 - 0:30（木曜深夜） | ○   | 2015年7月から放送                                               |
| 2015秋 | 俺がお嬢様学校に「庶民サンプル」としてゲッツされた件                      | 金曜 1:00 - 1:30（木曜深夜） | ○   |                                                                 |
| 2015秋 | 不思議なソメラちゃん                                                      | 金曜 1:30 - 1:35（木曜深夜） | ○   |                                                                 |
| 2015秋 | 温泉幼精ハコネちゃん                                                      | 金曜 1:35 - 2:40（木曜深夜） | ○   |                                                                 |
| 2015秋 | THE IDOLM@STER 第2期                                                      | 土曜 0:00 - 0:30（金曜深夜） | ○   | 2011年にMBSで放送されているため（実質）再放送                   |
| 2015秋 | ご注文はうさぎですか??                                                    | 土曜 22:30 - 23:00           | ○   |                                                                 |
| 2016春 | コンクリート・レボルティオ〜超人幻想〜THE LAST SONG                       | 日曜 23:00 - 23:30           | ○   |                                                                 |
| 2016春 | 三者三葉                                                                  | 火曜 1:00 - 1:30（月曜深夜） | ○   |                                                                 |
| 2016春 | うしおととら 第3クール                                                    | 火曜 1:30 - 2:00（月曜深夜） | ○   |                                                                 |
| 2016春 | はいふり                                                                  | 水曜 0:00 - 0:30（火曜深夜） | ○   |                                                                 |
| 2016春 | くまみこ                                                                  | 水曜 0:30 - 1:00（火曜深夜） | ○   |                                                                 |
| 2016春 | クロムクロ                                                                | 金曜 1:00 - 1:30（木曜深夜） | ○   |                                                                 |
| 2016春 | あんハピ♪                                                                 | 金曜 1:30 - 2:00（木曜深夜） | ○   |                                                                 |
| 2016春 | こわぼん                                                                  | 土曜 1:35 - 1:40（金曜深夜） |     |                                                                 |
| 2016春 | ビッグオーダー                                                            | 土曜 1:40 - 2:10（金曜深夜） | ○   |                                                                 |
| 2016夏 | ねじ巻き精霊戦記 天鏡のアルデラミン                                       | 日曜 23:00 - 23:30           | ○   |                                                                 |
| 2016夏 | 初恋モンスター                                                            | 日曜 23:30 - 月曜 0:00       | ○   |                                                                 |
| 2016夏 | あまんちゅ!                                                               | 火曜 1:00 - 1:30（月曜深夜） | ○   |                                                                 |
| 2016夏 | アクティヴレイド -機動強襲室第八係- 2nd                                   | 火曜 1:30 - 2:00（月曜深夜） | ○   |                                                                 |
| 2016夏 | テイルズ オブ ゼスティリア ザ クロス                                      | 水曜 0:00 - 0:30（火曜深夜） | ○   |                                                                 |
| 2016夏 | チア男子!!                                                                | 水曜 0:30 - 1:00（火曜深夜） | ○   |                                                                 |
| 2016夏 | ツキウタ。 THE ANIMATION                                                  | 木曜 1:00 - 1:30（水曜深夜） | ○   |                                                                 |
| 2016夏 | クロムクロ                                                                | 金曜 1:00 - 1:30（木曜深夜） | ○   | 2016年4月から放送                                               |
| 2016夏 | 腐男子高校生活                                                            | 土曜 1:30 - 1:35（金曜深夜） | ○   |                                                                 |
| 2016夏 | 魔装学園H×H                                                               | 土曜 1:35 - 2:05（金曜深夜） | ○   |                                                                 |
| 2016夏 | ラブライブ!サンシャイン!!                                                 | 土曜 22:30 - 23:00           | ○   |                                                                 |
| 2016夏 | アンジュ・ヴィエルジュ                                                    | 日曜 1:30 - 2:00（土曜深夜） | ○   |                                                                 |
| 2016秋 | Lostorage incited WIXOSS                                                  | 日曜 23:00 - 23:30           | ○   |                                                                 |
| 2016秋 | マジきゅんっ!ルネッサンス                                                 | 日曜 23:30 - 月曜 0:00       | ○   |                                                                 |
| 2016秋 | おくさまが生徒会長!+!                                                     | 火曜 1:30 - 1:40（月曜深夜） | ○   |                                                                 |
| 2016秋 | 装神少女まとい                                                            | 水曜 0:00 - 0:30（火曜深夜） | ○   |                                                                 |
| 2016秋 | えとたま                                                                  | 木曜 1:00 - 1:30（水曜深夜） | ○   | TOKYO MXとSUNでは2015年4月から6月に放送                         |
| 2016秋 | 響け!ユーフォニアム2                                                      | 金曜 1:30 - 2:00（木曜深夜） |     | 2016年の同クールにABCで先行放送されているため（実質）再放送     |
| 2016秋 | ドリフターズ                                                              | 土曜 1:00 - 1:30（金曜深夜） |     |                                                                 |
| 2016秋 | バーナード嬢曰く。                                                        | 土曜 1:30 - 1:35（金曜深夜） | ○   |                                                                 |
| 2016秋 | ブレイブウィッチーズ                                                      | 土曜 1:35 - 2:05（金曜深夜） | ○   |                                                                 |
| 2016秋 | ろんぐらいだぁす!                                                         | 土曜 22:30 - 23:00           | ○   |                                                                 |
| 2016秋 | ブブキ・ブランキ 星の巨人                                                 | 日曜 1:30 - 2:00（土曜深夜） | ○   |                                                                 |
| 2017春 | アリスと蔵六                                                              | 日曜 23:00 - 23:30           | ○   |                                                                 |
| 2017春 | ID-0                                                                      | 日曜 23:30 - 月曜 0:00       | ○   |                                                                 |
| 2017春 | 有頂天家族2                                                               | 月曜 20:00 - 20:30           |     |                                                                 |
| 2017春 | スタミュ 第2期                                                            | 火曜 0:00 - 0:30（月曜深夜） | ○   | 第1期は未放送                                                   |
| 2017春 | ゼロから始める魔法の書                                                    | 火曜 1:00 - 1:30（月曜深夜） | ○   |                                                                 |
| 2017春 | 信長の忍び                                                                | 木曜 1:00 - 1:05（水曜深夜） |     | TOKYO MXとTVAでは2016年10月から2017年3月に放送                  |
| 2017春 | 終末なにしてますか? 忙しいですか? 救ってもらっていいですか?               | 木曜 1:05 - 1:35（水曜深夜） | ○   |                                                                 |
| 2017春 | 武装少女マキャヴェリズム                                                  | 金曜 1:30 - 2:00（木曜深夜） | ○   |                                                                 |
| 2017春 | ソード・オラトリア ダンジョンに出会いを求めるのは間違っているだろうか外伝 | 土曜 0:30 - 1:00（金曜深夜） | ○   |                                                                 |
| 2017春 | ツインエンジェルBREAK                                                     | 土曜 1:30 - 2:00（金曜深夜） | ○   | 第1作は未放送                                                   |
| 2017春 | ひなこのーと                                                              | 日曜 1:30 - 2:00（土曜深夜） | ○   |                                                                 |
| 2017夏 | ナイツ&マジック                                                           | 日曜 23:00 - 23:30           | ○   |                                                                 |
| 2017夏 | プリンセス・プリンシパル                                                  | 日曜 23:30 - 月曜 0:00       | ○   |                                                                 |
| 2017夏 | 恋と嘘                                                                    | 火曜 0:00 - 0:30（月曜深夜） | ○   |                                                                 |
| 2017夏 | 天使の3P!                                                                 | 火曜 1:00 - 1:30（月曜深夜） | ○   |                                                                 |
| 2017夏 | 信長の忍び                                                                | 木曜 1:00 - 1:05（水曜深夜） |     | 2017年4月から放送                                               |
| 2017夏 | ようこそ実力至上主義の教室へ                                              | 木曜 1:05 - 1:35（水曜深夜） | ○   |                                                                 |
| 2017夏 | はじめてのギャル                                                          | 金曜 1:30 - 2:00（木曜深夜） | ○   |                                                                 |
| 2017夏 | 時間の支配者                                                              | 土曜 0:30 - 1:00（金曜深夜） | ○   |                                                                 |
| 2017夏 | バチカン奇跡調査官                                                        | 土曜 1:30 - 2:00（金曜深夜） | ○   |                                                                 |
| 2017夏 | 無責任ギャラクシー☆タイラー                                               | 土曜 2:00 - 2:05（金曜深夜） | ○   |                                                                 |
| 2017夏 | ひなろじ〜from Luck & Logic〜                                             | 土曜 22:30 - 23:00           | ○   |                                                                 |
| 2017夏 | メイドインアビス                                                          | 日曜 1:30 - 2:00（土曜深夜） | ○   |                                                                 |
| 2017秋 | 妹さえいればいい。                                                        | 日曜 23:00 - 23:30           | ○   |                                                                 |
| 2017秋 | クジラの子らは砂上に歌う                                                  | 日曜 23:30 - 月曜 0:00       | ○   |                                                                 |
| 2017秋 | UQ HOLDER! 〜魔法先生ネギま!2〜                                           | 火曜 0:00 - 0:30（月曜深夜） | ○   |                                                                 |
| 2017秋 | つうかあ                                                                  | 火曜 0:30 - 1:00（月曜深夜） | ○   |                                                                 |
| 2017秋 | お見合い相手は教え子、強気な、問題児。                                    | 火曜 1:00 - 1:05（月曜深夜） |     |                                                                 |
| 2017秋 | TSUKIPRO THE ANIMATION                                                    | 水曜 23:00 - 23:30           | ○   |                                                                 |
| 2017秋 | 信長の忍び〜伊勢・金ヶ崎篇〜                                              | 木曜 1:00 - 1:05（水曜深夜） |     | TOKYO MXとTVAでは2017年4月から9月に放送                         |
| 2017秋 | 僕の彼女がマジメ過ぎるしょびっちな件                                      | 木曜 1:05 - 1:35（水曜深夜） | ○   |                                                                 |
| 2017秋 | キノの旅 -the Beautiful World- the Animated Series                        | 土曜 0:30 - 1:00（金曜深夜） | ○   | 第1作は未放送                                                   |
| 2017秋 | 少女終末旅行                                                              | 土曜 1:30 - 2:00（金曜深夜） | ○   |                                                                 |
| 2017秋 | ラブライブ!サンシャイン!! 第2期                                           | 土曜 22:30 - 23:00           | ○   |                                                                 |
| 2017秋 | 鬼灯の冷徹 第弐期                                                         | 日曜 1:30 - 2:00（土曜深夜） | ○   | 第1期はMBSで放送                                                |
| 2018春 | 魔法少女 俺                                                               | 日曜 23:00 - 23:30           | ○   |                                                                 |
| 2018春 | LOST SONG                                                                 | 日曜 23:30 - 月曜 0:00       | ○   |                                                                 |
| 2018春 | バジリスク 〜桜花忍法帖〜                                                 | 火曜 0:00 - 0:30（月曜深夜） | ○   | 2018年1月から放送                                               |
| 2018春 | 蒼天の拳 REGENESIS                                                        | 火曜 0:30 - 1:00（月曜深夜） | ○   | 第1作はABCで放送                                                |
| 2018春 | デビルズライン                                                            | 水曜 0:00 - 0:30（火曜深夜） | ○   |                                                                 |
| 2018春 | ハイスクールD×D HERO                                                      | 水曜 0:30 - 1:00（火曜深夜） | ○   | 第1期から第3期までは未放送                                      |
| 2018春 | 鹿楓堂よついろ日和                                                        | 水曜 23:00 - 23:30           |     |                                                                 |
| 2018春 | Butlers〜千年百年物語〜                                                   | 木曜 1:05 - 1:35（水曜深夜） | ○   |                                                                 |
| 2018春 | シュタインズ・ゲート ゼロ                                                 | 木曜 1:35 - 2:05（水曜深夜） | ○   |                                                                 |
| 2018春 | 多田くんは恋をしない                                                      | 金曜 1:00 - 1:30（木曜深夜） | ○   |                                                                 |
| 2018春 | 覇穹 封神演義                                                             | 土曜 0:00 - 0:30（金曜深夜） | ○   | 2018年1月から放送                                               |
| 2018春 | 文豪ストレイドッグス 第2期                                                | 土曜 0:30 - 1:00（金曜深夜） | ○   | TOKYO MXとSUNでは2016年10月から12月に放送                       |
| 2018春 | 信長の忍び〜姉川・石山篇〜                                                | 土曜 1:35 - 1:40（金曜深夜） |     |                                                                 |
| 2018春 | ヒナまつり                                                                | 土曜 1:40 - 2:10（金曜深夜） | ○   |                                                                 |
| 2018春 | かくりよの宿飯                                                            | 土曜 2:10 - 2:40（金曜深夜） |     |                                                                 |
| 2018春 | カードファイト!! ヴァンガード（新シリーズ）                               | 土曜 22:30 - 23:00           | ○   |                                                                 |
| 2018春 | 鬼灯の冷徹 第弐期 その弐                                                  | 日曜 1:00 - 1:30（土曜深夜） | ○   |                                                                 |